# Aristide Denfert-Rochereau
Aristide Denfert-Rochereau (właśc. Pierre Marie Philippe Aristide Denfert-Rochereau; ur. 11 stycznia 1823 w Saint-Maixent-l’École, zm. 11 maja 1878 w Wersalu) – francuski oficer i polityk, bohater wojny francusko-pruskiej (1870–1871).

## Życiorys
W 1842 roku podjął naukę w École polytechnique, jednak ze względu na mierne wyniki po trzech latach porzucił uczelnię na rzecz szkoły artylerii i wojsk inżynieryjnych w Metz. Po jej ukończeniu, w 1847 roku w stopniu porucznika (lieutenant) został przypisany do 2. pułku inżynieryjnego (2e régiment du génie) w Montpellier. W 1849 roku uczestniczył w oblężeniu Rzymu podczas francuskiej interwencji zbrojnej przeciw krótko istniejącej Republice Rzymskiej. Awansowany do stopnia kapitana (capitaine), służył w garnizonach w Tulonie, Calvi i La Roche-sur-Yon. Wziął udział w wojnie krymskiej, w tym m.in. w oblężeniu Sewastopola w 1855 roku. Poważnie raniony, został odesłany do Francji, w latach 1855–1860 nauczał w szkole wojskowej w Metz w dziedzinie budowy fortyfikacji. Został następnie wysłany do Algierii, gdzie był zaangażowany w budowę infrastruktury, w tym koszar, mostów i zapór wodnych, od 1863 roku dowodząc własnym batalionem.
Od 1864 roku służył w garnizonie w Belforcie, w tym samym roku otrzymał stopień majora (commandant). Trzy miesiące po wybuchu wojny francusko-pruskiej, 7 października 1870 roku został awansowany na podpułkownika (lieutenant-colonel), a 29 października – pułkownika (colonel), jednocześnie mianowany dowódcą twierdzy w Belforcie, o dużym znaczeniu strategicznym ze względu na jej położenie w Bramie Burgundzkiej. Denfert-Rochereau kierował obroną twierdzy i miasta podczas trwającego 103 dni oblężenia przez dużo liczniejsze wojska pruskie. Obrońcy złożyli broń 13 lutego 1871 roku na polecenie rządu francuskiego, po podpisaniu przezeń dwa tygodnie wcześniej rozejmu. Ich opór miał charakter heroiczny w kontekście serii klęsk poniesionych przez wojska francuskie, m.in. pod Sedanem i Metzem i pozwolił stronie francuskiej na wynegocjowanie zachowania miasta Belfort i okolic (Territoire de Belfort) w granicach Francji, podczas gdy pozostała część Alzacji została odstąpiona Niemcom. Sam Denfert-Rochereau zyskał przydomek „lwa Belfortu” (Lion de Belfort). Tę samą nazwę otrzymała odsłonięta w 1880 roku monumentalna rzeźba upamiętniająca obrońców.
Denfert-Rochereau wystąpił z wojska wkrótce po zakończeniu działań wojennych, 18 kwietnia 1871 roku otrzymał tytuł Komandora Legii Honorowej. Jeszcze w trakcie oblężenia, 8 lutego 1871 roku, został wybrany do Zgromadzenia Narodowego jako jeden z deputowanych departamentu Górny Ren. Zrezygnował z mandatu w proteście przeciw postanowieniom traktatu pokojowego. Został ponownie wybrany w wyborach uzupełniających w lipcu 1871 roku; w zgromadzeniu zasiadał do końca kadencji w 1876 roku, reprezentując departament Charente-Inférieure. W latach 1876–1878 (do śmierci) zasiadał w Izbie Deputowanych, gdzie reprezentował 6. dzielnicę Paryża. W życiu politycznym związany był z opozycyjną Unią Republikańską.
Zmarł w pałacu wersalskim 11 maja 1878 roku, został pochowany w Montbéliard.